# Melolontha porcina
Melolontha porcina är en skalbaggsart som beskrevs av Nicholas Marcellus Hentz 1830. Melolontha porcina ingår i släktet Melolontha och familjen Melolonthidae. Inga underarter finns listade i Catalogue of Life.